# Kandałaksza (zatoka)
Kandałaksza (ros. Кандалакшский залив) – zatoka Morza Białego, leżąca w europejskiej części Rosji. Wcina się ona 185 km w ląd między Półwyspem Kolskim a Karelią. Szerokość wejścia wynosi 67 km, a głębokość dochodzi do 330 m. Do zatoki uchodzą rzeki: Niwa i Kowda. Głównym portem jest Kandałaksza.
Dużą część zatoki zajmuje Rezerwat Kandałakszański.